# Llista d'empreses de São Tomé i Príncipe
Aquesta és una llista d'empreses destacades amb seu a São Tomé i Príncipe, agrupades pel sector de l'Industry Classification Benchmark.

## Financeres
- Banco Internacional de São Tomé e Príncipe, banc
- Banc Central de São Tomé i Príncipe, banc central

## Viatges i plaer
- Air São Tomé and Príncipe, aerolínia desapareguda
- STP Airways, aerolínia nacional